# Macrolyristes corporalis
Macrolyristes corporalis is een rechtvleugelig insect uit de familie sabelsprinkhanen (Tettigoniidae).
Het is een van de grootste soorten rechtvleugelige insecten ter wereld. Het lichaam lijkt sterk op een blad en is groen van kleur, oudere exemplaren kleuren bruin. Onder andere komkommer wordt als voedsel gebruikt.
De soort komt voor in Thailand en Maleisië (Malakka).